# Andrew Ogilvy
Andrew James "A.J." Ogilvy (Sydney, Austràlia, 17 de juny de 1988) és un jugador professional de bàsquet de nacionalitat australiana.

## Clubs
- Australian Institute of Sport
- Oakhill College
- Universitat Vanderbilt (2007-2010)[1]
- Beşiktaş (2010-2011)
- València Basket (2011-2012)
- Brose Baskets (2012-2013). Campió de la Lliga alemanya de bàsquet
- Sydney Kings (2013-2014)
- Bàsquet Manresa (2014-)